# 劉壽 (司徒)
劉壽（?—?），表字伯長，長沙郡臨湘縣（今湖南省長沙市）人，东汉时期的大臣。
劉壽官至光祿勳。漢順帝永和三年（138年）八月二十，司徒黄尚被免官。九月，擢升刘寿为司徒。汉安元年（142年）十月廿六日，太尉桓焉和司徒刘寿因為災異均被免官。十一月初七，司隶校尉赵峻为太尉，大司农胡广为司徒。